# Heimbach (Sauer)
Der Heimbach ist ein knapp acht Kilometer langer linker Zufluss der Sauer im Département Bas-Rhin in der Region Grand Est.

## Verlauf
Der Heimbach entspringt in drei Quellästen auf einer Höhe von etwa  370 m in den Nordvogesen in der Forêt Domaniale de Sickingen am Osthang des Duerrenbergs in unmittelbarer Nähe der deutsch-französischen Grenze. Nach ihrem Zusammenfluss bildet der Heimbach zwei kleine Weiher. Auf seinem weiteren Lauf in Richtung Süden, links vorbei am Dahner Kirchenwald und dann rechts am Bois de Wingen, wird er von einigen namenlosen Zuläufen gestärkt. Er passiert nun Petit Wingen, auch Neudoerfel genannt, einen Ortsteil von Wingen, fließt danach durch das Gewann Lochmuehl und wendet sich beim Grundberg nach Südwesten. Er fließt jetzt durch eine Waldlandschaft, biegt dann nach Westen ab und erreicht nunmehr die  Gemeinde Lembach, wo er schließlich auf einer Höhe von ungefähr 180 m  unterirdisch verdolt in die Sauer einmündet.